# William Kemmler

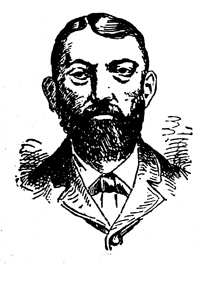
William Kemmler

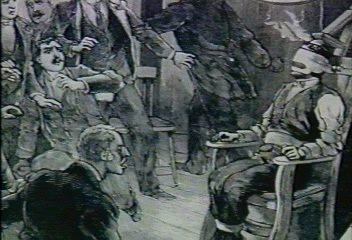
Artystyczne przedstawienie egzekucji Williama Kemmlera

William Kemmler (ur. 9 maja 1860, zm. 6 sierpnia 1890) – amerykański morderca z Buffalo w stanie Nowy Jork. Pierwsza skazana na karę śmierci osoba, na której dokonano egzekucji za pomocą krzesła elektrycznego.
29 marca 1889 roku Kemmler zamordował siekierą swoją konkubinę – Tillie Ziegler i w wyniku procesu został skazany na śmierć. Egzekucję wyznaczono na 6 sierpnia 1890 roku, na godzinę 6:00. Jego adwokat apelował, twierdząc, że śmiertelne porażenie prądem jest okrutną i niezwykłą karą. George Westinghouse, jeden ze zwolenników prądu przemiennego jako standardu w sieci elektrycznej, poparł jego odwołanie. Jednakże apelacja została odrzucona, częściowo z powodu wsparcia oskarżenia przez Thomasa Edisona. Edison był zwolennikiem prądu stałego i możliwe, że chciał na przykładzie krzesła elektrycznego przekonać opinię publiczną, że prąd przemienny jest niebezpieczny.
Wykonawcą wyroku był Edwin Davis. Przy pierwszej próbie egzekucja się nie powiodła. Kemmler był rażony prądem przez 17 sekund, ale przeżył. Napięcie zostało podniesione do 2000 V, lecz generator potrzebował czasu, żeby się ponownie naładować. W tym czasie poważnie poparzony Kemmler jęczał. Druga próba trwała ponad minutę, a cała scena była opisywana przez wielu świadków jako straszna: zapach palonego ciała i dym unoszący się z głowy Kemmlera. George Westinghouse w późniejszym komentarzu stwierdził: „lepiej by zrobili, używając siekiery”. Reporter, który był również świadkiem egzekucji, powiedział, że było to „obrzydliwe widowisko, dużo gorsze niż powieszenie”.